# Иконово
Иконово — деревня в Пчевском сельском поселении Киришского района Ленинградской области.

## История
Деревня Никанова упоминается на карте Санкт-Петербургской губернии 1792 года А. М. Вильбрехта.
Как деревня Иконова, состоящая из 22 крестьянских дворов, она обозначена на карте Санкт-Петербургской губернии Ф. Ф. Шуберта 1834 года.

ИКОНОВО — деревня принадлежит Казённому ведомству, число жителей по ревизии: 62 м. п., 46 ж. п. (1838 год)

Деревня Иконова из 22 дворов обозначена на специальной карте западной части России Ф. Ф. Шуберта 1844 года.

ИКОНОВА — деревня Ведомства государственного имущества, по просёлочной дороге, число дворов — 24, число душ — 60 м. п. (1856 год)

ИКОНОВО — деревня казённая при речка Чёрной, число дворов — 29, число жителей: 68 м. п., 73 ж. п.; Часовня православная. (1862 год)

Сборник Центрального статистического комитета описывал её так:

ИКОНОВА — деревня бывшая государственная при реке Чёрной, дворов — 28, жителей — 166; Часовня, лавка. (1885 год)

Согласно епархиальным сведениям 1899 года деревня относилась к приходу Предтеченской (ранее Николаевского Городицкого погоста) церкви в селе Мотохово.
В конце XIX века деревня административно относилась ко 2-му стану Новоладожского уезда Санкт-Петербургской губернии, в начале XX века — к Городищенской волости 5-го земского участка 1-го стана.
По данным «Памятной книжки Санкт-Петербургской губернии» за 1905 год деревня Иконово входила в состав Мотоховского сельского общества.

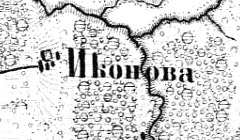
Деревня Иконово на карте 1915 года

Согласно карте Петроградской и Новгородской губерний 1915 года деревня называлась Иконова.
В 1917 году деревня входила в состав Городищенской волости Новоладожского уезда.
С 1918 по 1923 год деревня Иконово входила в состав Дуняковского сельсовета Захожской волости.
С 1923 года в составе Глажевской волости Волховского уезда.
С 1924 года в составе Мотоховского сельсовета.
С 1927 года в составе Андреевского района.
Согласно данным переписи населения СССР 1926 года в деревне Иконово проживали 230 человек — все русские. 
С 1928 года в составе Захожского сельсовета. В 1928 году население деревни Иконово также составляло 230 человек.
С 1931 года в составе Киришского района. В 1931 году в деревне был организован колхоз «имени XVII партсъезда».
С 1932 года в составе Мотоховского сельсовета. Согласно карте Ленинградской области Северо-западного аэрогеодезического треста ГГУ издания 1932 года деревня насчитывала 23 крестьянских двора. В деревне находилась часовня.
По данным 1933 года деревня Иконово являлась административным центром Захожского сельсовета Киришского района, в который входили 5 населённых пунктов: деревни Витка, Дуняково, Иконово, Новиночка, Папихино, общей численностью населения 1230 человек.
По данным 1936 года в состав Захожского сельсовета входили 5 населённых пунктов, 239 хозяйств и 5 колхозов.

План деревни Иконово. 1937 год

Согласно топографической карте РККА 1937 года деревня насчитывала 45 крестьянских дворов. К западу от деревни находилась мукомольная водяная мельница. В деревне находись сельсовет и часовня, работал колхоз «имени XVII Парт. Съезда». 
Согласно данным переписи населения СССР 1939 года в деревне Иконово проживали 84 мужчины и 118 женщин, всего 202 человека.
С 1963 года в составе Волховского района.
С 1965 года вновь составе Киришского района. В 1965 году население деревни Иконово составляло 131 человек.
По данным 1966 года деревня Иконово входила в состав Мотоховского сельсовета.
По данным 1973 и 1990 годов деревня Иконово входила в состав Пчевского сельсовета.
В 1997 году в деревне Иконово Пчевской волости проживали 40 человек, в 2002 году — 27 (все русские).
В 2007 году в деревне Иконово Пчевского СП проживали 43 человека, в 2010 году — 27.

## География
Деревня расположена в северной части района на автодороге 41К-560 (подъезд к дер. Дуняково) к северу от автодороги 41К-549 (Пчева — Дубняги).
Расстояние до административного центра поселения — 16 км.
Расстояние до ближайшей железнодорожной станции Глажево — 25 км.
К северу от деревни протекает река Чёрная.

## Демография
| 1838 | 1862 | 1885 | 1928 | 1965 | 1997 | 2002 |
| ---- | ---- | ---- | ---- | ---- | ---- | ---- |
| 108  | ↗141 | ↗166 | ↗230 | ↘131 | ↘40  | ↘27  |
| 2007 | 2010 | 2017 |      |      |      |      |
| ↗43  | ↘27  | ↘23  |      |      |      |      |

### Национальный состав
Согласно данным Всероссийской переписи населения 2021 года в деревне проживал 21 человек, все русские.